# Tu știi ce mai face copilul tău?
Tu știi ce mai face copilul tău? a fost o emisiune jurnalistică difuzată de Pro TV, lansată pe 1 Iunie 2007. Pentru această înregistrare Știrile PRO TV au câștigat în anul 2008 premiul Emmy la categoria „News and Current Affairs” (știri și actualități).